# Zbigniew A. Królicki
Zbigniew Andrzej Królicki (ur. 1954) – polski tłumacz, autor ponad dwustu przekładów. Doktor nauk farmaceutycznych, były adiunkt Akademii Medycznej we Wrocławiu (zajmował się biotechnologią i chemotaksonomią roślin). Przekładami zajmuje się od 1978, zaczynał od tłumaczenia tzw. klubówek, tłumaczy zwłaszcza powieści sensacyjne i SF.

## Przekłady
- Stephen King Mroczna Wieża, Skazani na Shawshank, Komórka i inne,
- Harlan Coben Nie mów nikomu, Niewinny, Krótka piłka, W głębi lasu, Zachowaj spokój i inne,
- Isaac Asimov Ja, robot, Roboty z planety świtu, Prądy przestrzeni,
- Robert E. Howard cykl o Conanie (8 książek),
- Arthur C. Clarke Koniec dzieciństwa,
- Philip K. Dick Trzy stygmaty Palmera Eldritcha, Płyńcie łzy moje, rzekł policjant,
- Joe Haldeman Wieczna wojna, Wieczny pokój, Wieczna wolność,
- Roger Zelazny Aleja Potępienia, Róża dla Eklezjastesa,
- David Brin Gwiezdny przypływ,
- Robert A. Heinlein Drzwi do lata(inne języki), Szlak chwały(inne języki),
- Naomi Novik Moc srebra, Wybrana,
- Ken Follett cykl Stulecie, Świat bez końca, Noc nad oceanem,
- James Herriot cykl Wszystkie stworzenia duże i małe,
- Fritz Leiber Statek cieni,
- William Gibson Trylogia Mostu(inne języki): Idoru(inne języki), Światło wirtualne(inne języki), Wszystkie jutra,
- Michael Bishop Nie masz wroga prócz czasu,
- Gordon R. Dickson niektóre tomy cyklu Smok i jerzy,
- Jack Higgins Lot orłów,
- Paul J. McAuley Kraina Baśni, Czterysta miliardów gwiazd,
- Robert Silverberg Oblicza wód,
- Robert Sheckley Diabelska maszyna,
- Damien Broderick Pasiaste dziury,
- Harry Harrison Planeta przeklętych,

oprócz tego powieści Django Wexlera, Wilbura Smitha, Raymonda E. Feista, Grahama Mastertona, Herbie Brennana, Geoffreya Huntingtona, Davida Gemmella.